# Loyada
Loyada (arabisch لويادا) ist eine kleine Ortschaft im östlichsten Teil der Region Arta in Dschibuti, an der Grenze zur Region Awdal in Somalia bzw. dem faktisch unabhängigen Somaliland.
Frankreich und Großbritannien zogen 1888 die Grenze zwischen Britisch-Somaliland und dem französischen Dschibuti von Loyada im Norden nach Jaldessa im Süden. Der Name des Ortes ist von Afar Lē-ʿádu oder Lē-ʿadó abgeleitet, was so viel wie „weiße Süßwasserstelle“ bedeutet und auf Somali zu Loowyaʿádde „mit weißen Waden“ verballhornt wurde. Die französische Kolonialbehörde benutzte die Schreibweise Loyada, die Schreibung auf Standard-Somali lautet Lawya caddo.
1976 brachten bewaffnete somalische Unabhängigkeitskämpfer, die von der Regierung Somalias unterstützt wurden, in Loyada einen Bus mit Kindern in ihre Gewalt und verschleppten sie als Geiseln nach Somalia. Damit wollten sie die Unabhängigkeit der französischen Kolonie erpressen. Zwei der Kinder kamen bei dieser Geiselnahme um, die von der französischen Fremdenlegion und der Groupe d’intervention de la gendarmerie nationale beendet wurde.
In Loyada befindet sich der einzige offizielle Grenzübergang zwischen Dschibuti und Somaliland/Somalia. Ende 1999 und im Verlauf des Jahres 2000 schlossen Dschibuti und Somaliland den Übergang mehrmals wegen politischer Differenzen. 2002 verbesserten sich die Beziehungen unter dem neuen Präsidenten von Somaliland, Dahir Riyale Kahin, und man einigte sich darauf, die Grenze in Loyada wieder zu öffnen. Das UNHCR hat in Loyada eine Empfangsstelle für somalische Flüchtlinge eingerichtet.
2002 wurde Loyada aus der Hauptstadtregion Dschibuti ausgegliedert und wurde Teil der neu errichteten Region Arta.